# Horní končetina
Horní končetinou se v lidské anatomii odkazuje na to, co běžně známe jako paže, tzn. oblast od ramene po konečky prstů. Zahrnuje celou končetinu, proto není synonymem pojmu paže.

## Oddíly
Anatomicky se horní končetina skládá z následujících částí:
- rameno
- paže
- loket
- předloktí
- zápěstí
- ruka
- dlaň

## Žíly
1. hluboké žíly – probíhají shodně směrem k trupu se stejnojmennými tepnami, až do úrovně pažní tepny (a. brachialis) jsou zdvojené a mají četné chlopně a příčné spojky
2. povrchové (podkožní)
  1. Rete venosum dorsale manus – je asymetrická žilní pleteň na hřbetu ruky
  2. vena basilica – jde z pleteně po vnitřní straně předloktí na vnitřní stranu paže, kde proniká fascií skrze hiatus basilicus a spojuje se s venae brachiales (pažními žilami) v podpažní žílu.
  3. vena cephalica – jde z pleteně po zevní straně předloktí, nad pažním bicepsem do rýhy (sulcus deltoideopectoralis) a dále do trigonum deltoideopectorale, kde proráží fascii (fascia clavi pectoralis) a ústí do podpažní žíly (vena axillaris).
  4. vena mediana cubiti – žíla, která spojuje obvykle šikmo v. cephalicu a v. basilicu v loketní jámě (fossa cubiti). Používá se k odběru krve.

## Paže u živočichů
Někteří živočichové mají přední končetiny druhotně redukované (zakrnělé). Typickým příkladem je pravěký dravý dinosaurus druhu Tyrannosaurus rex, u kterého byly přední končetiny zhruba stejně dlouhé jako lidské (ale přesto mnohem silnější).